# أكسيد السيريوم الرباعي
 أكسيد السيريوم الرباعي (أو ثنائي أكسيد السيريوم) مركب كيميائي له الصيغة CeO2، ويكون على شكل بلورات بيضاء إلى صفراء شاحبة. وهو أحد أكاسيد للعنصر الأرضي النادر السيريوم، إذ يوجد أيضاً أكسيد السيريوم الثلاثي Ce2O3، وأكسيد السيريوم الثلاثي والرباعي Ce3O4. يمكن أن يوجد بشكل لامائي أو على شكل أحادي هيدرات.

## الخواص
- إن مركب أكسيد السيريوم الرباعي غير منحل في الماء، لكنه ينحل في حمض الكبريتيك المركز الساخن حيث يشكل كبريتات السيريوم كما في المعادلة:

CeO2 + H2SO4 → Ce(SO4)2 + 2H2O
- يتبلور أكسيد السيريوم الرباعي بشكل مماثل لبنية الفلوريت.[4]

## التحضير
يحضر أكسيد السيريوم الرباعي من التفكك الحراري لمركبات مثل نترات السيريوم الثلاثي Ce(NO3)3 أو أكسالات السيريوم الثلاثي Ce2(C2O4)3 بوجود الهواء.

## الاستخدامات

### التحفيز
يستخدم أكسيد السيريوم الرباعي كحفاز في آليات النقل، حيث أنه عند نقص الأكسجين يؤكسد غاز أحادي أكسيد الكربون إلى ثنائي أكسيد الكربون حسب المعادلة:
4CeO2 + 2CO → 2Ce2O3 + 2CO2
وعند توفر الأكسجين في غاز العادم تحدث عملية إعادة تنشيط للحفاز كما يلي:
2Ce2O3 + O2 → 4CeO2

### قميص الغاز
استعمل أكسيد السيريوم الرباعي فيما مضى في تركيب قمصان الغاز Gas mantle، حيث أن المزيج المثالي للتركيب والذي يعطي أفضل إضاءة كان يتألف من حوالي 99% أكسيد الثوريوم الرباعي (ThO2) و1% أكسيد السيريوم الرباعي (CeO2).
تشبّع ألياف من الحرير الصناعي أو الرايون بمحاليل نترات فلزي السيريوم والثوريوم، وعند اشتعال اللهب وتماسه مع النترات تتشكل الأكاسيد والتي تكون مسؤولة عن إصدار الضوء في الطيف المرئي عند التهابها.

## استخدامات أخرى
- يستخدم أكسيد السيريوم الرباعي كوسيلة لصقل الأدوات الزجاجية في مجال البصريات، حيث يسمى باسم أوبالين Opaline. يشكل عادة مستعلق من أكسيد السيريوم الرباعي وذلك بمزجه مع ماء خال من الأيونات بنسبة 60 غ لكل لتر واحد من الماء.[6]
- أدت الأبحاث إلى تطوير طريقة لتوليد الهيدروجين من أشعة الشمس وذلك باستخدام دورة أكسيد السيريوم الرباعي-أكسيد السيريوم الثلاثي Cerium(IV) oxide-cerium(III) oxide cycle وذلك كوسيلة لإيجاد حلول لأزمة الطاقة المستقبلية.[7]